# Flora på Simi
Floraen på Simi, der er en græsk ø i  Dodekaneserne tæt på Tyrkiet, er stærkt præget af menneskers virke gennem mindst 3.000 år. De oprindelige skove med Calabrisk Fyr, Kermes-Eg, Oliventræ, Johannesbrød og Græsk Ene er for længst fældet, og jordlaget er udpint eller vasket i havet. De gentagne skovbrande og gedeholdet på øen har forhindret nyopvækst af træer i større målestok, og de nævnte arter ses kun på meget stejle steder, hvor gederne ikke kan nå de unge planter. I stedet er øen præget af dværgbuskheder, de såkaldte frygana, som er en variant af de garriguer, der opstår under tilsvarende betingelser i det vestlige middelhavsområde.
De mest udbredte planter i frygana'en er arter, som er stikkende, giftige eller ildesmagende. Disse træk betyder, at de bliver undgået af gederne, og de får derfor gode muligheder for at brede sig. Da de samme planter desuden er forsynet med meget omfattende og dybtgående rodnet, kan de klare de lange tørkeperioder i sommertiden og de voldsomme regnskyl om vinteren.
Dværgbusksamfundet på Symi omfatter først og fremmest følgende arter: 
- Almindelig Løvehale (Phlomis fruticosa),
- Almindelig Tidselkugle (Echinops sphaerocephalus),
- Bleg Tandbæger (Ballota acetabulosa),
- Buskbibernelle (Sarcopoterium spinosum),
- Calabrisk Fyr (Pinus brutia),
- Coridothymus capitatus (en art i Læbeblomst-familien, tæt beslægtet med Timian),
- Erica manipuliflora (en art af Lyng),
- Euphorbia acanthothamnos (en art af Vortemælk),
- Genista acanthoclada (en art af Visse),
- Globularia alypum (en art af Kugleblomst),
- Hypericum empetrifolium (en art af Perikon),
- Høst-Affodil (Asphodelus aestivus),
- Håret Torngyvel (Calicotome villosa),
- Kermes-Eg (Quercus coccifera),
- Lyserød Soløjetræ (Cistus incanus ssp. creticus),
- Mastikstræ (Pistacia lentiscus),
- Salviebladet Soløjetræ (Cistus salviifolius),
- Satureja thymbra (en art af Sar),
- Skarpbladet Asparges (Asparagus acutifolius),
- Småblomstret Soløjetræ (Cistus parviflorus),
- Strandløg (Drimia maritima),
- Trelappet Salvie (Salvia fruticosa)
- Verbascum sinuatum (en art af Kongelys).

Desuden findes en lang række løgvækster og græsser, som mest kan ses månederne april og maj. 

## Galleri
|  |  |  |  |  |  |
|  |  |  |  |  |  |
|  |  |  |  |  |  |
|  |  |  |  |  |  |